# ワン・モア・ライト (曲)
ワン・モア・ライト（One More Light)はアメリカ合衆国のロックバンド、リンキン・パークの楽曲。2017年の同名アルバムの3rdシングルとして発表された。イギリスのソングライター、エグ・ホワイトとの共作で、バンドの亡くなった友人に向けて書かれた曲であったが、ボーカルのチェスター・ベニントンの自殺後、彼に捧げる曲にもなったバラードである。

## ミュージックビデオ
ジョー・ハーンとマイク・フィオーレが監督。チェスターがファンに囲まれ歌う映像や、過去のライブ、MVなどを組み合わせたものになっている。